# 长蛇鮈
长蛇鮈（学名：Saurogobio dumerili）为輻鰭魚綱鯉形目鲤科蛇鮈屬的鱼类，俗名船丁鱼、麻鲦鱼、船钉子，是中国的特有物种。分布于长江、黄河、辽河、钱塘江等水系。该物种的模式产地在长江。體長可達11.5公分。

## 扩展阅读
維基物種上的相關：长蛇鮈
- 黄河土著鱼类列表